# Desmodium painteri
Desmodium painteri là một loài thực vật có hoa trong họ Đậu. Loài này được (Rose & J.H.Painter) Standl. miêu tả khoa học đầu tiên.